# Kryptoanaliza liniowa
Kryptoanaliza liniowa – wprowadzona przez Mitsuru Matsui, polega na aproksymacji szyfru za pomocą liniowej funkcji boolowskiej. Na podstawie tej aproksymacji, przy znajomości par tekst jawny - szyfrogram, możliwe jest znalezienie bitów klucza.